# Wendlandia andamanica
Wendlandia andamanica là một loài thực vật thuộc họ Rubiaceae. Đây là loài đặc hữu của Ấn Độ. Chúng hiện đang bị đe dọa vì mất môi trường sống.